# 가이다 주리
가이다 주리(일본어: 甲斐田 樹里, 1988년 5월 19일 ~ )는 일본의 여성 아이돌 그룹 SDN48의 전 멤버이다. 도쿄도 출신. 허니 비트 소속. 1기생 이마요시 메구미.우메다 하루카.카토 마미/2기생 KONAN.이토 마나.호소다 미유우와 유닛 「7cm(현 TRYOUT ex.7cm)」결성.

## 참가 유닛곡
싱글 CD 참가곡
SDN48 명의
1. 고독의 러너(孤独なランナー)
2. 에로스의 트리거(エロスのトリガー) - 언더걸즈 A 명의
3. 아와지 섬의 양파(淡路島のタマネギ) - 언더걸즈 B 명의
4. 조르는 샴페인(おねだりシャンパン) - 언더걸즈 A 명의
5. Everyday, 카츄샤 (SDN48 ver.)(Everyday、カチューシャ (SDN48 ver.))
6. 카샤사로 자백한다(カシャーサで自白する) - 언더걸즈 B 명의
7. 위에서 나츠코(上からナツコ) - 언더걸즈 B 명의
8. 끝나지 않는 앵콜(終わらないアンコール)

AKB48 명의
1. 마지죠 텟펜블루스(マジジョテッペンブルース) - PV만 참가.

SDN48 1st Stage 「유혹의 카터(誘惑のガーター)」공연
※ 나카자토 아야미 졸업 후, 나카자토 포지션